# 圣保林圣殿 (维亚雷焦)

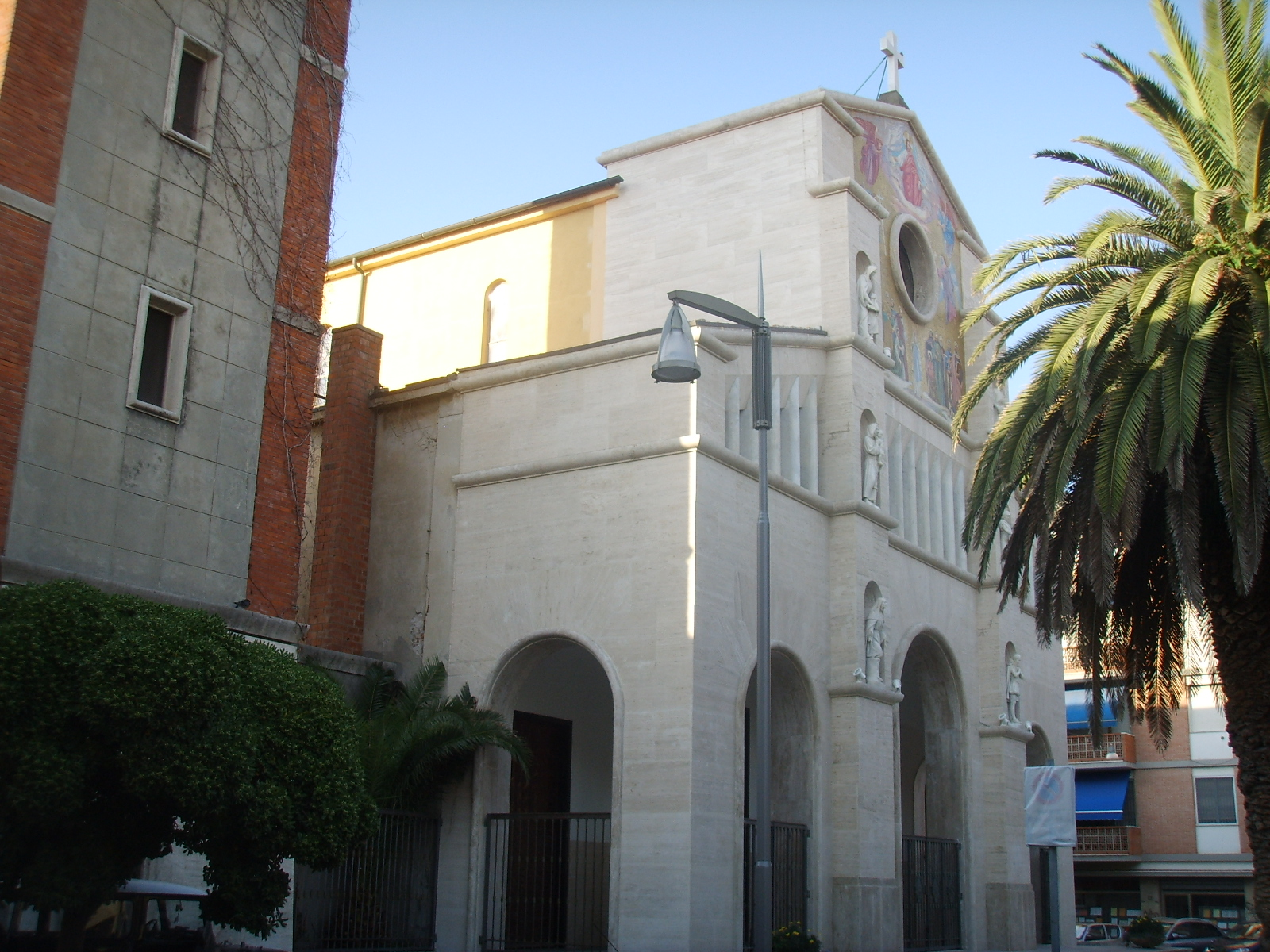

圣保林圣殿（Basilica di San Paolino）是一座罗马天主教宗座圣殿，位于意大利托斯卡纳大区卢卡省维亚雷焦市中心的圣安德肋街221号，1958年由教宗庇护十二世升格为宗座圣殿。 
该堂创建于1896年，1936-1948年扩建，1921年8月15日举行祝圣仪式。钟楼于1921完工，在第二次世界大战期间被毁，于1954年重建。

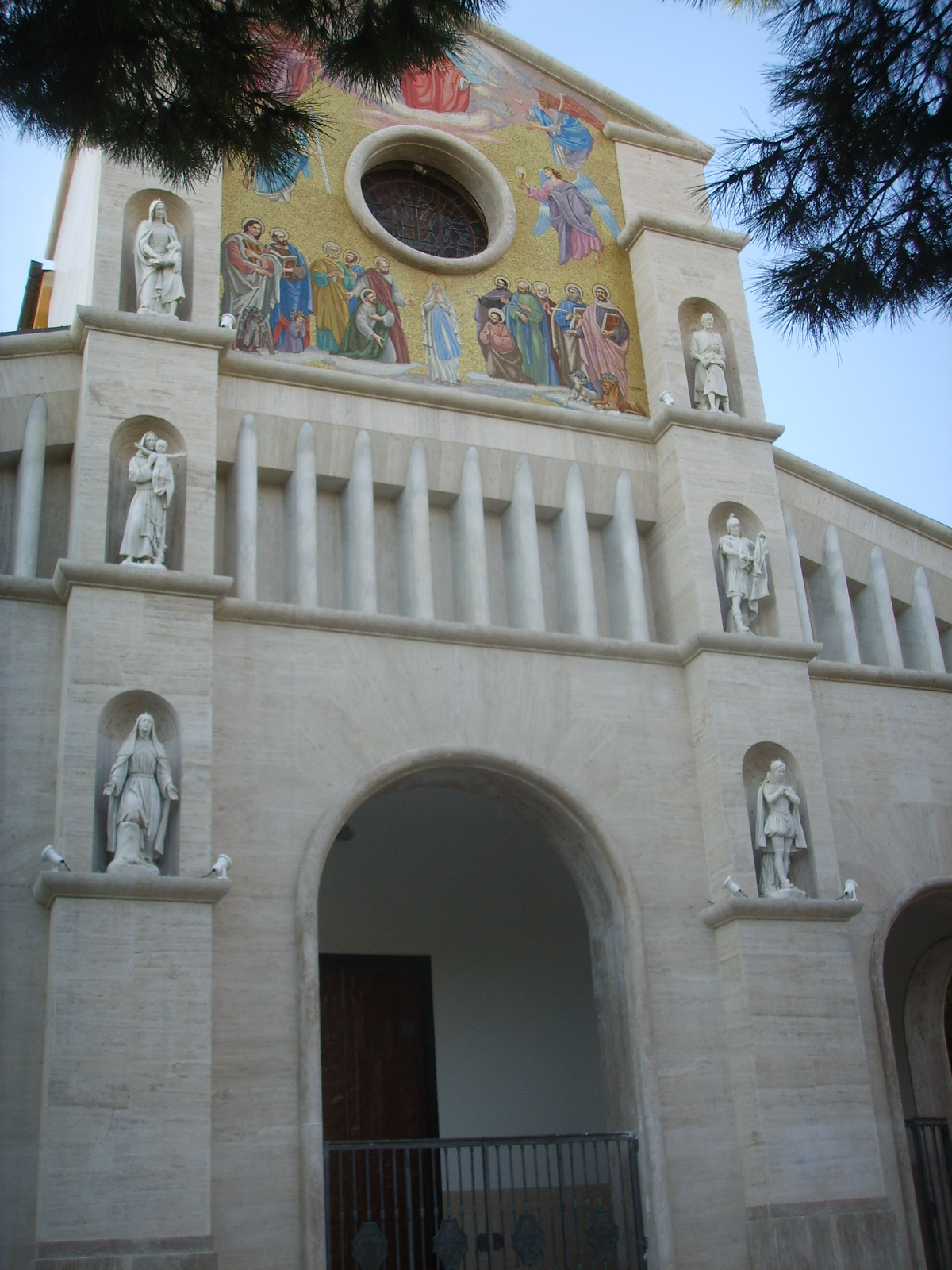
立面
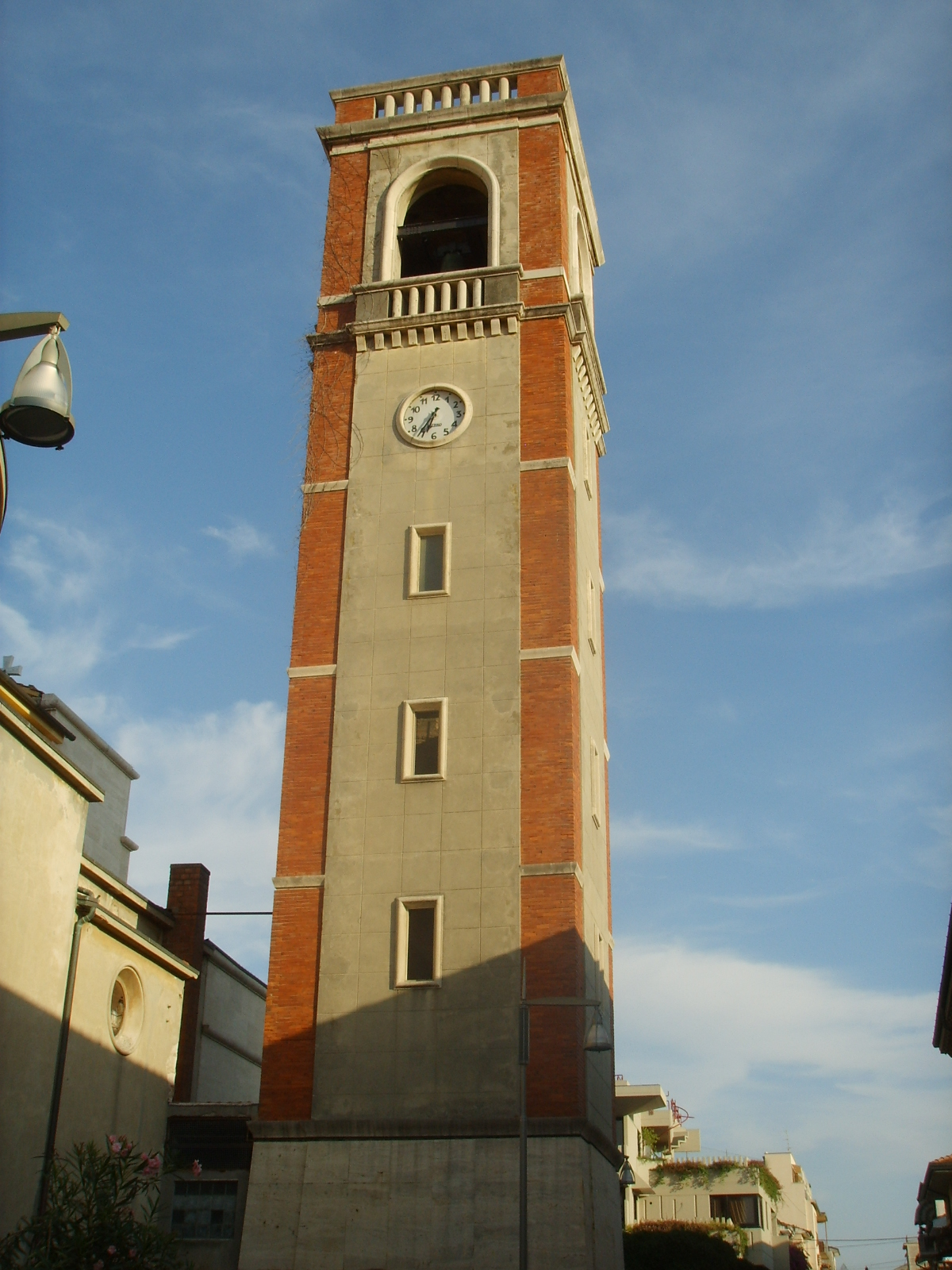
钟楼
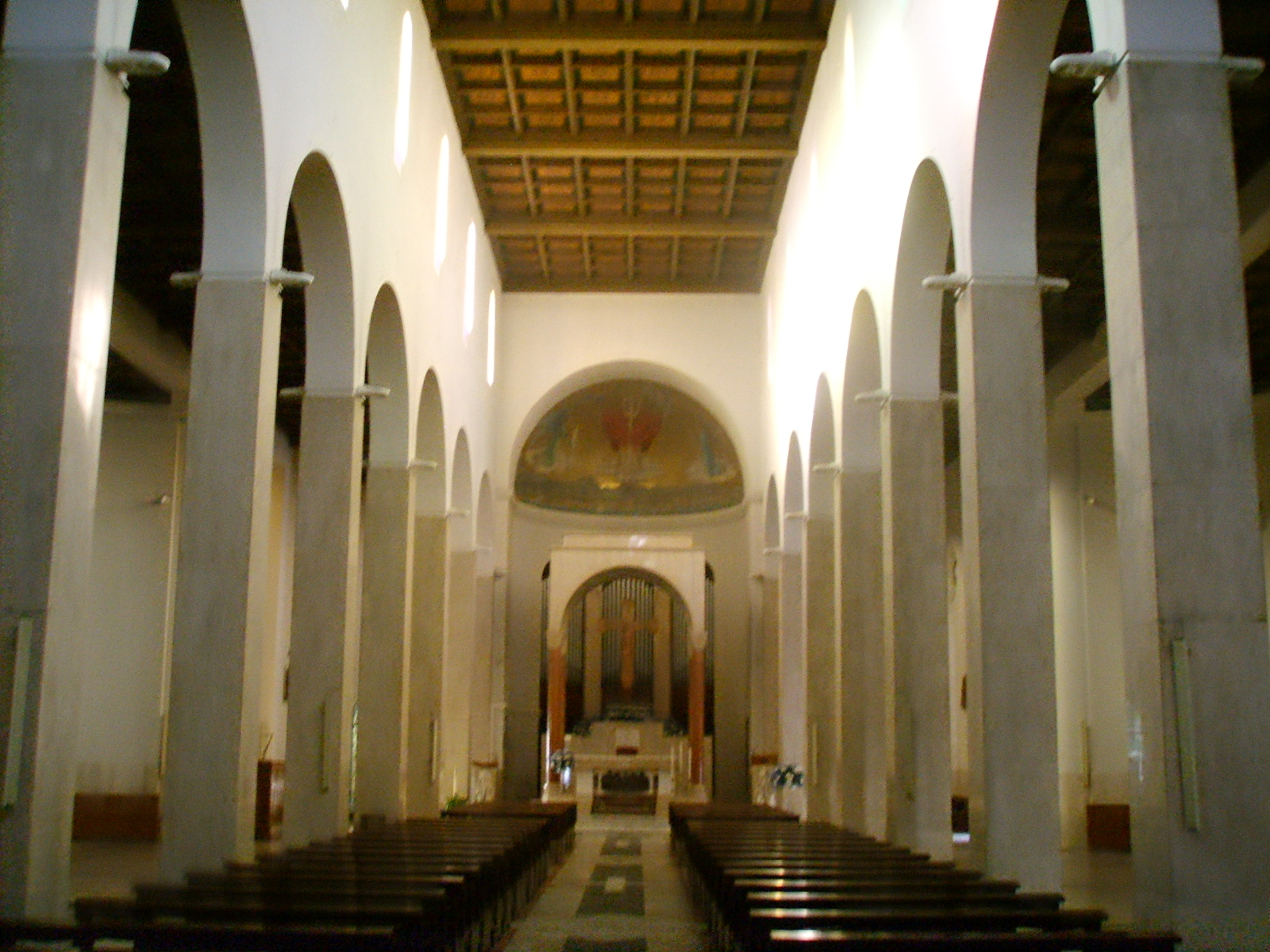
内部
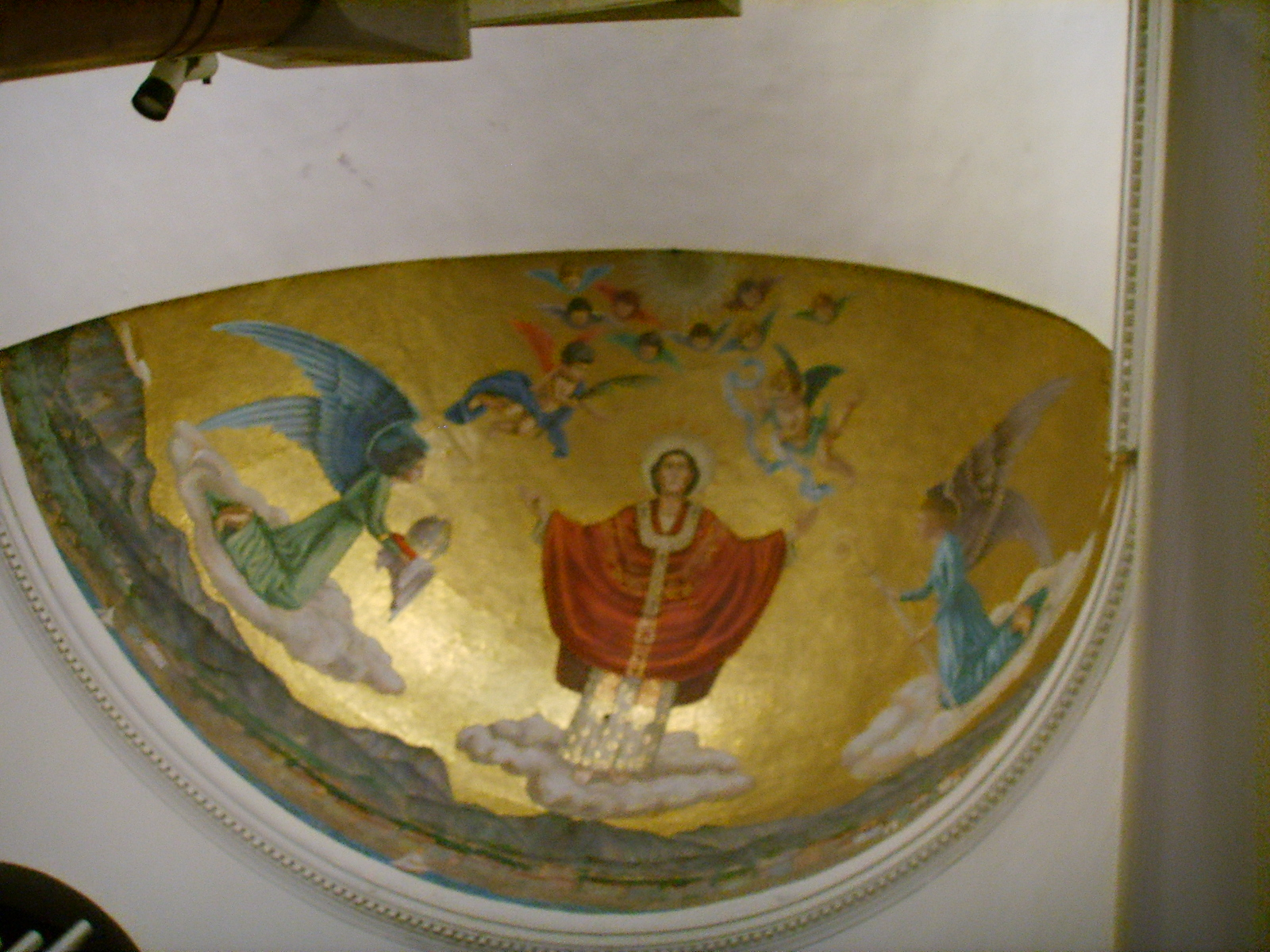